# Dominica op de Olympische Zomerspelen 2016
Dominica nam deel aan de Olympische Zomerspelen 2016 in Rio de Janeiro, Brazilië. Net als bij de drie voorgaande Olympische Zomerspelen zond het nationaal olympisch comité twee atleten naar de Spelen. Atleet Yordanys Durañona droeg de vlag van zijn vaderland bij de openings- en sluitingsceremonie.

## Deelnemers en resultaten
(m) = mannen, (v) = vrouwen 

### Atletiek
| Olympiër            | Discipline             | Resultaat | Prestatie                                 |
| ------------------- | ---------------------- | --------- | ----------------------------------------- |
| Yordanis Durañona V | hink-stap-springen (m) | DNF       | kwalificatie groep A: geen geldige sprong |
|                     |                        |           |                                           |
| Thea LaFond         | hink-stap-springen (v) | 37e       | kwalificatie groep A: 18de met 12,82m     |